# Ceratostema silvicola
Ceratostema silvicola är en ljungväxtart som beskrevs av A. C. Smith. Ceratostema silvicola ingår i släktet Ceratostema och familjen ljungväxter. Inga underarter finns listade i Catalogue of Life.